# Hrabstwo Moody
Hrabstwo Moody (ang. Moody County) – hrabstwo w stanie Dakota Południowa w Stanach Zjednoczonych. Obszar całkowity hrabstwa obejmuje powierzchnię 521,10 mil² (1349,64 km²). Według szacunków United States Census Bureau w roku 2009 miało 6375 mieszkańców.
Hrabstwo powstało w 1873 roku. Na jego terenie znajdują się następujące gminy (townships): Alliance, Blinsmon, Clare, Enterprise, Fremont, Grovena, Lone Rock, Lynn, Riverview, Union.

## Miejscowości
- Colman
- Egan
- Flandreau
- Trent
- Ward